# Коджану, Роксана
Роксана Габрьела Коджану (рум. Roxana Gabriela Cogianu; 21 сентября 1986, Яссы)  — румынская гребчиха, трёхкратный вице-чемпион мира, пятикратная чемпионка Европы.

## Биография
На Олимпиаде 2008 года в Пекине вместе с Йонелией Някшу заняла 9 место в гонке парных двоек.
На летних Олимпийских играх 2012 года в  Лондоне заняла четвёртое место в гонке женских восьмёрок.